# Дівчина Hello Kitty
«Дівчина Hello Kitty» — це інтернетний-сленг, який позначає певний тип Е-дівчат, що мають прихильність до товарів та естетики «Hello Kitty». У мемах «Дівчина Hello Kitty» зображується привабливою, але емоційно нестабільною та потенційно насильницькою (подібно до «Яндере»). У січні 2023 року ця персонажка/архетип стала предметом мемів, насамперед у соціальній мережі «TikTok», у яких чоловіки зображались такими, які отримували травми, намагаючись зустрічатися з «Дівчиною Hello Kitty»; або мемів, в яких чоловіки намагаються убезпечити друга від зустрічання з такою особою.

## Походження
Попри те, що незрозуміло, коли саме почалися меми про «Дівчат Hello Kitty», один із найперших і найвірусніших прикладів був опублікований 14 січня 2023 року TikTok-ером @melonnabba. Кліп показує драматичну сцену з аніме Dragon Ball, яка описується наступним чином: «я знайшов свого приятеля після того, як він пішов на побачення з Hello Kitty Girl». За чотири дні воно набрало понад 440 000 вподобайок.
15 січня 2023 року користувач порталу «Urban Dictionary» з псевдонімом «tratraffy» опублікував визначення для «Дівчина Hello Kitty», написавши: «Дівчина, яка має батьківський комплекс, носить рожеве та чорне, вона зазвичай одягається як дівчинка, і має шпалери Hello Kitty або м'які іграшки." Деякі вигадані персонажки, які можуть відповідати архетипу, це Ребекка з Cyberpunk: Edgerunners і Вайолет з Neon White.

## Поширення
У середині січня 2023 року було створено багато інших відео у «TikTok» про «Дівчину Hello Kitty». Зазвичай вони використовували шаблони драматичних сцен/звуків з інших засобів масових медіа, які допомагають відобразити сильну травму, спричинену знайомством із Дівчиною Hello Kitty. Наприклад, 17 січня 2023 року TikTok-ер @.snaxxy опублікував мем, використовуючи кліп із Kimetsu no Yaiba, набравши понад 67 000 вподобайок за один день. Того ж дня користувач @akilotho опублікував відео з кадрами Dragon Ball, яке за один день набрало понад 435 000 вподобайок.
Інші відомі TikTok-відео включають публікацію від 15 січня від @bucketjosh, яка набрала понад 383 000 вподобайок за три дні, і другу, опубліковану того ж дня TikTok-ером @not_nefdachef, яка використала кадри з Tokyo Ghoul та набрала понад 65 000 вподобайок за три дні.
У наступні дні меми зі згадками про Дівчат Hello Kitty також поширилися у соціальну мережу «Twitter», а також в інших соціальних мережах. Наприклад, 16 січня 2023 року користувач «Twitter», з псевдонімом ProgressiveGold, опублікував на своїй сторінці мем про Дівчину Hello Kitty, використовуючи кадр з фільму Кримінальне чтиво.